# Grieben (Mecklenburg)
Grieben település Németországban, Mecklenburg-Elő-Pomeránia tartományban. Lakosainak száma 165 fő (2023. december 31.).

## Népesség
A település népességének változása:
| Lakosok száma | 183  | 170  | 160  | 162  | 165  |
|               | 2017 | 2019 | 2021 | 2022 | 2023 |